# 胡沢
胡沢（こ・たく、中国語: 胡 泽、1984年9月7日 - ）は中国の男子ショートトラックスピードスケート選手。吉林省出身。身長190cmの大型選手。
2007年アジア冬季競技大会では500mで金メダル、5000mリレーで銀メダルを獲得している。